# Насоново (Харовский район)
Насоново — деревня в Харовском районе Вологодской области.
Входит в состав Харовского сельского поселения, с точки зрения административно-территориального деления — в Харовский сельсовет.
Расстояние до районного центра Харовска по автодороге — 18,5 км. Ближайшие населённые пункты — Погост Никольский, Дьяковская, Захаровское, Волчиха.
По переписи 2002 года население — 11 человек.